# Laxton's Superb
Laxton's Superb es una  variedad cultivar de manzano (Malus domestica). 
Un híbrido del cruce de Wyken Pippin x Cox's Orange Pippin. Criado en Bedford por "Laxton Bros. Ltd.", en 1897 e introducido por ellos en 1922. Recibió el Premio al Mérito de la Royal Horticultural Society (Sociedad Real de Horticultura) en 1919 y un Certificado de Primera Clase en 1921. Las frutas tienen una pulpa firme, muy jugosa con un sabor dulce, agradable y sabor refrescante. Los árboles tienden a estar sujetos a una producción bienal.

## Sinónimos
- "Laxton Superb",
- "Laxtons Superb",
- "Superb".

## Historia
'Laxton's Superb' es una variedad de manzana, híbrido del cruce de Wyken Pippin x Cox's Orange Pippin. Desarrollado y criado a partir de 'Wyken Pippin' mediante una polinización por la variedad 'Cox's Orange Pippin', por "Laxton Bros. Ltd." Bedford, Inglaterra, (Reino Unido) a finales del siglo XIX en 1897 e introducido por ellos en el mercado en 1922. Recibió el Premio al Mérito de la Royal Horticultural Society (Sociedad Real de Horticultura) en 1919 y un Certificado de Primera Clase en 1921.
'Laxton's Superb' se cultiva en la National Fruit Collection con el número de accesión: 1979-170 y Accession name: Laxton's Superb (EMLA 1).

## Características
'Laxton's Superb' árbol de extensión erguida, de vigor moderadamente vigoroso, portador de espuela. Los botones florales pueden aguantar las heladas tardías. Tiene un tiempo de floración que comienza a partir del 7 de mayo con el 10% de floración, para el 13 de mayo tiene una floración completa (80%), y para el 19 de mayo tiene un 90% caída de pétalos.
'Laxton's Superb' tiene una talla de fruto grande; forma globosa, con una altura de 64.43mm, y con una anchura de 75.14mm; con nervaduras débiles; epidermis con color de fondo es amarillo verdoso, con un sobre color rojo oscuro, casi violeta, importancia del sobre color medio-alto, y patrón del sobre color rayado / sólido a ras presentando rayas finas y más oscuras que se vuelve más evidente hacia la cara sombreada. Algunas lenticelas rojizas, "russeting" (pardeamiento áspero superficial que presentan algunas variedades) bajo; la piel tiende a ser lisa y se vuelve grasienta en la madurez; ojo de tamaño mediano y está cerrado en forma de embudo; pedúnculo largo y delgado, colocado en una cavidad cubierta de "russeting" en forma de embudo; carne es de color crema verdoso y es densa y dulce. Crujiente y no demasiado jugoso. Sabor con un toque de anís. Esencialmente una manzana 'Cox' con un sabor ligeramente diferente.
Su tiempo de recogida de cosecha se inicia a principios de octubre. Se mantiene bien durante tres meses en cámara frigorífica.

## Progenie
'Laxton's Superb' es el Parental-Madre de la variedades cultivares de manzana:
- Tydeman's Late Orange
- Merton Pearmain

'Laxton's Superb' es el origen de Desportes variedades cultivares de manzana:
- Crimson Superb
- Maxton
- Red Laxton's Superb
- Russet Superb

## Usos
Una buena manzana de uso de postre fresca en mesa. Es mejor comerlo fresco, pero para obtener el mejor sabor, córtelo en trozos en lugar de morderlo.

## Ploidismo
Diploide, auto estéril. Grupo de polinización: D, Día 13.

## Susceptibilidades
Resistente al mildiu, cancro y algo susceptible a la Sarna del manzano.